# Sigmodon alstoni
Sigmodon alstoni е вид бозайник от семейство Хомякови (Cricetidae).

## Разпространение
Видът е разпространен в Бразилия, Венецуела, Гвиана, Колумбия и Суринам.